# Europe verte-Les Verts
Europe verte-Les Verts (en italien : Europa Verde-Verdi) est un parti politique italien fondé le 10 juillet 2021 par l'union entre la Fédération des Verts et des représentants de la société civile et d'associations environnementales. Il a été fondé comme liste électorale pour les élections européennes de 2019,.
Europe verte avait précédemment été créée en tant que liste électorale en vue des élections européennes de 2019, et comprenait, outre la Fédération des Verts, Possibile, Green Italia et Les Verts du Tyrol du Sud/Haut-Adige.

## Historique

### Élections européennes de 2019
Initialement, la Fédération des Verts avait conclu un accord avec le mouvement Italie en commun de Federico Pizzarotti pour les élections européennes de 2019, qui a ensuite capoté en raison de la décision de Federico Pizzarotti lui-même de rompre l'accord et de se présenter avec le parti +Europa d'Emma Bonino,. Par la suite, les Verts concluent un accord électoral avec le parti Possibile de Pippo Civati et de Beatrice Brignone, qui soumet l'accord à un vote interne parmi ses membres lors de ses états généraux du 1er avril 2019,.
Cependant, après qu'un article du quotidien Il Foglio ait rapporté que deux candidats de la liste (Giuliana Farinaro et Elvira Maria Vernengo) faisaient partie du Fronte Verde (dirigé par Vincenzo Galizia, ancien leader de la section jeunesse du mouvement d'extrême-droite Mouvement social flamme tricolore), Pippo Civati indique à la presse retirer sa candidature (retrait non officialisé),,.
Finalement, Lors des élections, la liste obtient 2,32 % des voix, un résultat qui ne suffit pas à franchir la barre des 4 % imposée par la loi électorale. Pippo Civati est le candidat le plus voté de la liste avec 12 247 voix.

### Élections régionales de 2020
Europe verte est présente ou soutient des candidats de centre-gauche dans de nombreuses régions qui votent en 2020 :
- En Émilie-Romagne, la liste Europa Verde contribue à la victoire de Stefano Bonaccini du Parti démocrate. Elle obtient 42 156 voix, soit 1,95 % et une élue, Silvia Zamboni, dans la circonscription de Bologne.
- En Toscane, la liste Europa Verde Progressista Civica soutient Eugenio Giani. La liste recueille recueillant 1,7 % des voix mais ne parvient pas à faire élire un conseiller régional.
- En Vénétie, la liste Europa Verde - Lorenzoni Presidente, obtenant 1,69 % des voix et une élue, Cristina Guarda, dans la circonscription de Vicence .
- Dans les Pouilles, la liste Puglia Solidale Verde - avec Sinistra Italiana et le Parti socialiste italien - soutient le président sortant Michele Emiliano. La liste obtient 3,8 % des voix, mais aucun conseiller n'est élu.
- En Campanie, la liste Europa Verde Campania - DemoS, présentée avec le parti DemoS, soutient le président sortant Vincenzo De Luca. La liste recueille 1,82 % des voix et fait élire un conseiller, Francesco Emilio Borrelli, journaliste et membre d'Europe verte
- En Ligurie, la liste Europa Verde - DemoS - Centro Democratico, présentée avec le parti DemoS et le Centre démocrate, soutient Ferruccio Sansa (it). La liste obtient 1,47 % des voix, mais aucun élu.
- Dans les Marches, la liste Rinasci Marche, présentée avec +Europa, soutient Maurizio Mangialardi. La liste obtient 2,8 % des voix, mais aucun élu.
- Dans le Val d'Aoste, la liste Progetto Civico Progressista, présentée avec Rete Civica et le Parti démocrate, obtient 15,7 % des voix et 7 élus, tous au Parti démocrate.

### 2021: Fondation du parti et nouvelles adhésions
La députée européenne Eleonora Evi, élue en 2014 avec le Mouvement 5 étoiles, rejoint Europe verte le 12 avril 2021.
L'assemblée constituante se tient les 10 et 11 juillet 2021, et le parti est officiellement créé sous le nom de Europe verte-Les Verts. Eleonora Evi et Angelo Bonelli (it) sont élus co-porte-paroles du parti et délégués au conseil fédéral national, et Marco Boato (it) et Fiorella Zabatta sont élus co-présidents du parti.
Lors des élections municipales d'octobre 2021 de Rome, Europe verte soutient à Rome Roberto Gualtieri du Parti démocrate qui est élu maire et obtient un conseiller municipal et à Milan elle soutient Beppe Sala, élu maire et Europe verte obtient 3 conseillers municipaux. Beppe Sala a rejoint le Parti vert européen en mars 2021.

## Organisation
Les statuts prévoient l'organisation nationale suivante :
- l'Assemblée nationale convoquée tous les trois ans et désigné par les assemblées provinciales. L'assemblée nationale élit les deux porte-paroles, le président garant, la direction nationale et la moitié des conseillers fédéraux nationaux[14].
- les deux porte-paroles
- le/la président/e garant/e
- la Direction nationale. Cette Direction est constituée des deux porte-paroles, du président garant, des deux présidents du Conseil fédéral national, des deux porte-parole du GEV et de 14 membres élus par l'Assemblée nationale[15].
- le Conseil fédéral national. Il est composé de 100 personnes, dont la moitié est élue par l'Assemblée nationale et l'autre moitié par les fédérations régionales[16].
- le/la trésorier/e.